# Bīvand-e Soflá
Bīvand-e Soflá (persiska: بيوند سفلی) är en ort i Iran.   Den ligger i provinsen Kermanshah, i den nordvästra delen av landet, 500 km väster om huvudstaden Teheran. Bīvand-e Soflá ligger 1 105 meter över havet och antalet invånare är 524.
Terrängen runt Bīvand-e Soflá är kuperad åt nordost, men åt sydväst är den bergig. Bīvand-e Soflá ligger nere i en dal. Runt Bīvand-e Soflá är det ganska glesbefolkat, med 34 invånare per kvadratkilometer. Närmaste större samhälle är Pāveh, 17,6 km norr om Bīvand-e Soflá. Trakten runt Bīvand-e Soflá består i huvudsak av gräsmarker.